# الفتح العثماني للسبوس
الفَتحُ الإسلَامِيُّ لِلِسبٌوس أو الغَزْوُ الإسْلَامِيُّ لِلِسبٌوس هو الاسمُ الذي أُطلِق على سُقُوط لِسبٌوس اليونانية عام 1462 في يد المُسلمين مُمثلين بالدولة العثمانية بقيادة السلطان الغازي محمد الثاني الفاتح، بعد حصار فرضه على عاصمتها ميتيليني، والذي انتهى في آخر الأمر باستسلامها، واستسلام الحصون الأخرى التابعة لها.

## غزو لسبوس

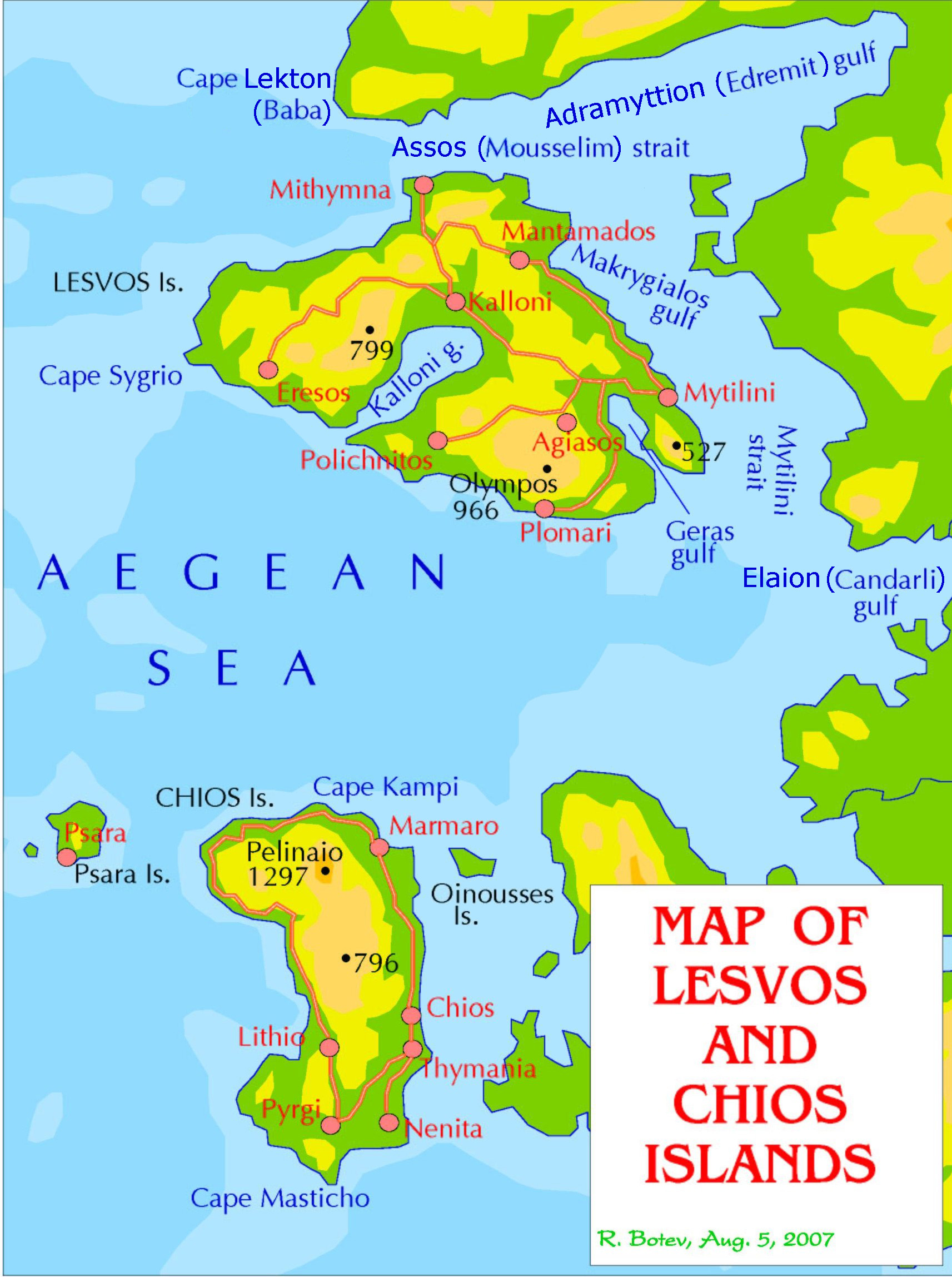
خريطة حديثة تظهر لسبوس (في الأعلى) و جزيرة خيوس (في الأسفل)

## خلفية تاريخية

### فتح القسطنطينية

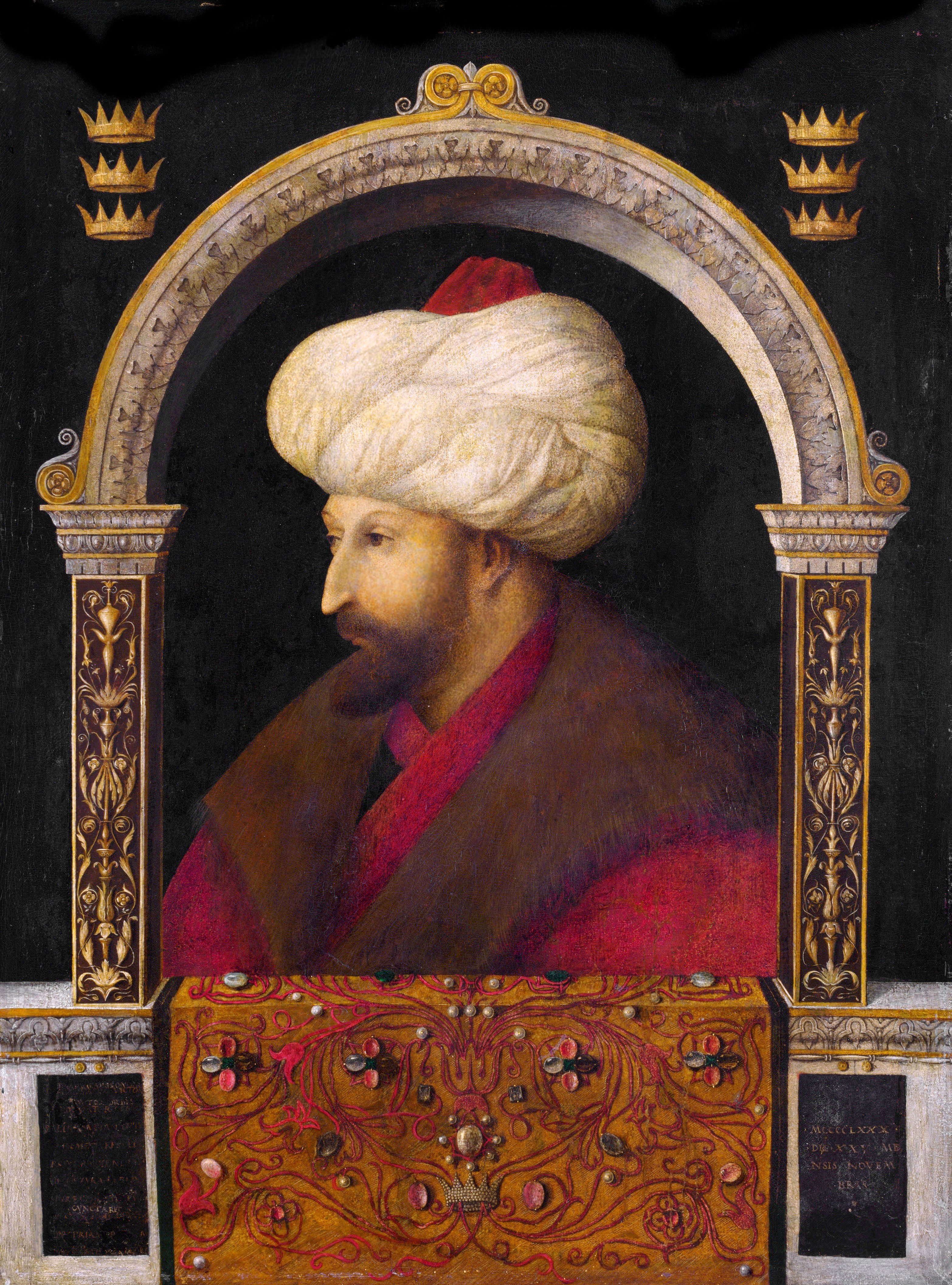
السلطان محمد الفاتح

سُقوط مدينة القسطنطينيَّة عاصمة الإمبراطوريَّة البيزنطيَّة (أو الرومانيَّة الشرقيَّة، أو الروم) في يد المُسلمين مُمثلين بالدولة العُثمانيَّة، بعد حصارٍ دام عدَّة أسابيع، قاده السُلطان الشّاب ذو الأحد وعشرين (21) ربيعًا، مُحمَّد الثاني بن مُراد العُثماني، ضدَّ حلفٍ مُكوَّن من البيزنطيين والبنادقة والجنويين بقيادة قيصر الروم الإمبراطور قسطنطين پاليولوگ الحادي عشر. دام الحصار لمدة خمسة وخمسين يومًا بدايةً من يوم الجُمعة 26 ربيع الأوَّل حتّى يوم الثُلاثاء 21 جمادى الأولىسنة 857هـ وفق التقويم الهجري، المُوافق فيه 5 نيسان (أبريل) حتّى 29 أيَّار (مايو) سنة 1453موفق التقويم اليولياني، حينما انهارت دفاعات الروم ووقعت المدينة لُقمةً سائغة بيد العُثمانيين.